# CSM Olimpia Salonta
Clubul Sportiv Municipal Olimpia Salonta, cunoscut  ca Olimpia Salonta, este un club profesionist de fotbal, cu sediul în Salonta, România, fondat în 1911. În prezent, echipa joacă în Liga V.

## Istorie
CSM Olimpia Salonta a fost fondată, în 1911, ca Nagyszalontai SC - în limba română: CS Salonta - când Transilvania făcea parte din Austro-Ungaria .
De-a lungul timpului, echipa, din cel de-al doilea oraș ca mărime al județului Bihor, a avut mai multe nume precum: SC, CS, CSM, Steaua Roșie, Metalul, Stăruința, Recolta sau Olimpia, dar indiferent de nume, clubul a devenit o prezență regulată a Ligilor a 3-a și a 4-a.
Cea mai bună perioadă din istoria clubului a fost în anii '60 și '70, când Olimpia, numită la acea vreme Steaua Roșie, Metalul și mai ales Recolta, a jucat 17 sezoane, consecutive, în Liga III. În anii '80, echipa avea un traseu oscilant, călătorind între Liga III și Liga IV, dar la sfârșitul anilor 1984–85, Recolta a obținut cel mai bun rezultat, din lunga sa istorie, locul 2 în Liga III la doar 4 puncte în spatele echipei Înfrățirea Oradea.
În 1988 Recolta a retrogradat, din nou, în Liga a IV-a, fiind subiectul unui proces de rebranding: numele echipei a fost schimbat în Olimpia, iar culorile au fost schimbate, de asemenea, de la verde și galben la alb și albastru. În anii '90, echipa a avut câteva apariții izolate în Liga III, dar fără performanțe semnificative. La sfârșitul sezonului 2003-04, echipa a promovat, din nou, în Liga III, după o absență de patru ani, dar echipa a fost desființată din cauza înființării echipei Liberty Salonta, club deținut de omul de afaceri român Marius Vizer, care a cumpărat și stadionul, pe o perioadă de 99 de ani, și un loc direct în Liga II, de la CSM Medgidia .   Vizer a construit o academie puternică de fotbal și a modernizat stadionul, gestionând atunci cea mai bună perioadă din istoria fotbalului din Salonta, inclusiv promovarea în Liga I, la sfârșitul sezonului 2005-06, însă Liberty nu a jucat niciodată acolo, după ce locul a fost vândut către UTA Arad . 
| Nume                 | Perioadă       |
| Nagyszalontai SC     | 1911–1918      |
| CS Salonta           | 1918–1936      |
| CSM Salonta          | 1936–1946      |
| Recolta Salonta      | 1946–1956      |
| Stăruința Salonta    | 1957–1963      |
| Steaua Roșie Salonta | 1963–1968      |
| Metalul Salonta      | 1968–1970      |
| Recolta Salonta      | 1970–1988      |
| Olimpia Salonta      | 1988 – prezent |

Olimpia Salonta a fost refondată, în 2004, ca CSM Olimpia Salonta, iar culorile au fost schimbate din nou, de data aceasta în alb și roșu, inspirate din stema orașului, care a devenit și logo-ul clubului, dar a jucat doar la nivel de tineret și amatori, fiind tot timpul în umbra noului club de fotbal din Salonta . În 2009, Vizer a renunțat la Liberty, iar echipa de seniori a fost mutată la Pomezeu .  În 2013, academia de fotbal a fost, de asemenea, dizolvată, iar oamenii au început să-și întoarcă fața din nou către vechea Olimpia, lucru care a dat o reîmprospătare clubului, care a promovat înapoi în Liga IV, la sfârșitul sezonului 2012-13 a Ligii a V-a, și s-a mutat, de asemenea, înapoi la casa inițială, Stadionul Municipal, după 9 ani pe Stadionul Olimpia, un stadion fără tribune și cu teren prost. Obiectivul principal al clubului este creșterea jucătorilor tineri și descoperirea de noi talente. 

## Stadion
Clubul își joacă meciurile de acasă pe Stadionul Municipal din Salonta, cu o capacitate de 1200 de locuri.

## Palmares

### Ligi
Liga III :
- Locul 2 (1): 1984–85

Liga a IV-a Bihor
- Câștigători (5): 1983–84, 1989–90, 1992–93, 1998–99, 2003–04

Liga V - județul Bihor
- Câștigători (1): 2012–13

#### Cupe
- Cupa României
  - Runda de 32 (1): 1957–58

### Alte performanțe
- 31 de sezoane în Liga III

## Echipa actuală
La 15 Martie, 2020
La 15 March 2020.
| Nr. | Poz. | Naționalitate | Jucător                        |
| --- | ---- | ------------- | ------------------------------ |
| 1   | P    | ROU           | Daniel Zaha                    |
| 2   | F    | ROU           | Tamás Paljanos                 |
| 4   | F    | ROU           | Ioan Perț (Captain)            |
| 5   | F    | ROU           | Eduard Bursuc                  |
| 6   | F    | ROU           | Ștefan Győri                   |
| 8   | M    | ROU           | Patrik Hegedűs                 |
| 9   | A    | ROU           | Felix Ispas                    |
| 10  | M    | ROU           | Cristian Țîrlea (Vice-Captain) |
| 11  | M    | ROU           | Radu Bobiș                     |
| 12  | P    | ROU           | Flavius Gurguța                |
| 15  | M    | ROU           | József Varga                   |
| 16  | M    | ROU           | Andrei Mălaiu                  |

| Nr. | Poz. | Nation | Player          |
| --- | ---- | ------ | --------------- |
| 17  | M    | ROU    | Ruben Popescu   |
| 18  | M    | ROU    | Daniel Vitalis  |
| 20  | M    | ROU    | Mihai Budău     |
| 22  | M    | ROU    | Robert Baran    |
| 33  | P    | ROU    | Patrik Czege    |
| —   | F    | ROU    | Florin Lazăr    |
| 21  | F    | ROU    | Dorin Kis       |
| —   | M    | ROU    | Florin Buzgău   |
| —   | M    | ROU    | Vlad Daina      |
| 25  | M    | ROU    | Adrian Tutuianu |
| —   | M    | ROU    | Arnold Katona   |
| —   | M    | ROU    | Casian Oltean   |

## Oficialii clubului
| Role                  | Name                 |
| --------------------- | -------------------- |
| Owner                 | Salonta Municipality |
| President             | Mihály Fojka         |
| Vice-President        | Liviu Codre          |
| Executive Director    | Sándor Karancsi      |
| Secretary             | Ernő Kiss            |
| Stadium Administrator | József Gali          |

| Role               | Name             |
| ------------------ | ---------------- |
| Technical Director | György Feke      |
| Manager            | Gheorghe Silaghi |